# Styloctetor romanus
Styloctetor romanus là một loài nhện trong họ Linyphiidae.
Loài này thuộc chi Styloctetor. Styloctetor romanus được Octavius Pickard-Cambridge miêu tả năm 1872.